# (3119) Dobronravin
(3119) Dobronravin es un asteroide perteneciente al cinturón de asteroides, descubierto el 30 de diciembre de 1972 por Tamara Mijáilovna Smirnova desde el Observatorio Astrofísico de Crimea (República de Crimea).

## Designación y nombre
Designado provisionalmente como 1972 YX. Fue nombrado Dobronravin en honor al astrofísico soviético ruso Piotr Pavlovich Dobronravin.